# Ćwiczebny Uniwersytet św. Grzegorza Peradzego
Ćwiczebny Uniwersytet św. Grzegorza Peradzego (gruz. გრიგოლ ფერაძის თბილისის სასწავლო უნივერსიტეტი) – gruzińska uczelnia zlokalizowana w Tbilisi. Została utworzona na mocy rozporządzenia Rady Najwyższej Gruzji w 1991 roku. W 2009 tytuł doktora honoris causa uczelni otrzymał Henryk Paprocki. Oficjalnie szkołę rozwiązano w 2018 z powodu niewystarczającej jakości programów edukacyjnych.